# فلم محطة القطار
فيلم محطة القطار بالإنجليزية Train Station هو فيلم اخرجه عدّة مخرجين من فريق صناعة الأفلام في مجموعة كولابس فيتشر لصناعة الأفلام المستقلة.

## القصة
فكرة الفيلم تتمحور حول شخصية واحدة تلبس زياً بنياً، أو تعرف أو يعرف بصاحب الرداء البني "The Person in Brown"، هذا الدور قام به 40 ممثل من مختلف الجنسيات، والأعراق والأعمار والجنس، والتوجه الجنسي. على طول رحلة الشخصية، يتم تقديم سلسلة من الأدوار - بعضها بسيط وبعضها يغير الحياة. في كل مرة يتم فيها الدور، ينتقل الفيلم إلى ممثل جديد في مدينة جديدة، وتستمر القصة، مع تبدّل المخرجين كذلك . المدن التي صوُّر فيها الفيلم شملت برلين وبوغوتا ودبي وجاكرتا ولوس أنجلوس وسنغافورة وطهران والخرطوم و 20 مدينة أُخرى غطّت القارات الخمس. فيلم محطة القطار يوحّد الثقافات ويكسر الحواجز اللغوية، لتذكيرنا بأننا جميعًا نعيش في نفس العالم المليء بالتنوع والخيارات والنتائج.

## وسائل الإعلام
وصفه (موقع بوب كلشا بيست)، بانه فيلم محطة القطار تجربة جديدة في السينما والتعاون في الكتابة، التمثيل والإخراج.

## طاقم التمثيل
شارك في التمثيل 40 ممثل من جنسيات مختلفة، من بينهم الممثل السوداني محمود ميسرة السراج. الذي قام بدور الشخصية المصوَّر في السودان.

## المهرجانات
الفيلم عّرِض لأوّل مرّة في 7 نوفمبر 2015م في (مهرجان لانسينغ الشرقية) في مدينة ميتشغان في الولايات المتحدة الأمريكية، كما عُرض كذلك في المهرجانات التالية :
- مهرجان السودان للسينما المستقلة.
- مهرجان برلين السينمائي الدولي
- مهرجان دي سي للسينما المستقلة.
- مهرجان جانب النهر السينمائي الدولي كاليفورنيا.
- مهرجان لوس انجلوس للتنوع السينمائي.
- مهرجان قرطبة السينمائي
- مهرجان النجم الأسود السينمائي الدولي (غانا)
- مهرجان آلهة على العرش السينمائي - كوسوفو، حاز على جائزة أفضل فيلم.
- مهرجان بالينيل السينمائي الدولي - بالي - إندونسيا.
- مهرجان كنساس السينمائي الدولي .
- أسبوع كاسا أسيا السينمائي الدولي برشلونة.
- مهرجان ميامي السينمائي الدولي أبريل 2016م حاز على جائزة أحسن فيلم.
- مهرجان كلكتا السينمائي الثقافي الدولي نوفمبر 2016م، حاز على جائزة أحسن فيلم.
- مهرجان بون للسينما المستقلة - الهند.

## روابط خارجية
- مقالات تستعمل روابط فنية بلا صلة مع ويكي بيانات